# Fate/stay night: Unlimited Blade Works (фильм)
Fate/stay night: Unlimited Blade Works (яп. 劇場版 Fate/stay night UNLIMITED BLADE WORKS  Гэкидзё:бан Fate/stay night Unlimited Blade Works) — японский полнометражный анимационный фильм, снятый на студии Studio Deen режиссёром Юдзи Ямагути по сценарию Такуи Сато и выпущенный в прокат 23 января 2010 года на территории Японии. Картина является адаптацией сюжетной арки «Unlimited Blade Works» визуального романа Fate/stay night компании Type-Moon, которая повествует об истории участия японских школьников Эмии Сиро и Тосаки Рин в пятом состязании между магами, называемом «Войной Святого Грааля».
Фильм был снят командой аниматоров, сформированной в 2005 году для создания телесериала по другой арке этого же визуального романа, но в отличие от предшественника, в процессе мультипликации ими было уделено существенно большее внимание проработке визуальных эффектов картины. Актёрский состав также был полностью сохранён, записью и монтажом голосовой дорожки руководил Кодзи Цудзитани. К выпуску фильма певицей Сати Тайнакой было подготовлено два тематических сингла и выпущен специальный альбом ремиксов.
Кассовые сборы картины в Японии составили 280 млн иен, что стало двадцать первым результатом среди всех анимационных фильмов в 2010 году. Позже записи сериала были изданы на Blu-ray Disc и DVD-носителях, а также локализованы на территории других стран по всему миру. Критики неоднозначно оценили фильм, выделив в качестве главного его недостатка малую продолжительность, из-за которой его создатели вынуждены были сократить ряд сцен, что существенно ухудшало понимание сюжета аудиторией.

## Сюжет
Действие фильма разворачивается по фабуле сюжетной арки «Unlimited Blade Works» визуального романа Fate/stay night, повествующего о событиях пятого состязания между магами, именуемого «Войной Святого Грааля» (яп. 聖杯戦争 Сэйхай Сэнсо:).
Ученик старшей школы Эмия Сиро десять лет назад едва не погиб в сильном пожаре, уничтожившем спальный район японского города Фуюки (яп. 冬木), где он проживал. От гибели его спас маг Эмия Кирицугу, который усыновил мальчика и скончался пять лет спустя. Всё это время Сиро, мучимый ответственностью перед погибшими в той катастрофе, на любительском уровне изучает магию и мечтает стать «защитником справедливости» (яп. 正義の味方 Сэйги но миката), осуществив тем самым заветную мечту своего приёмного отца. В один из дней конца января 2004 года Сиро случайно задерживается в своей школе и, возвращаясь домой, замечает странное сражение между двумя мужчинами, развернувшееся на спортплощадке. Стараясь не привлекать к себе внимание, Сиро пытается скрыться подальше от этого места, но ошибается и обнаруживается участниками битвы, один из которых бросается в погоню за юношей. В здании школы, где Сиро пытался скрыться от преследования, воин, вооружённый копьём, настигает и пронзает его сердце.
Спустя некоторое время школьник приходит в сознание и обнаруживает, что его рана неизвестным образом излечилась, а рядом с ним на полу лежит кулон с большим драгоценным камнем. Не став разбираться в причинах произошедшего, он отправляется к себе домой, где вновь подвергается атаке копейщика, от которого пытается отбиваться с помощью известной магии. В пылу битвы Сиро оказывается загнан в сарай собственного поместья, где, оказавшись в безвыходной ситуации, случайно призывает девушку-мечника, называющую его «Мастером» (англ. Master). Девушка немедленно вступает в сражение с копейщиком и прогоняет его из поместья, а затем бросается ко второму участнику битвы в школе, двигавшемуся в сторону жилища Сиро, и атакует его. Однако рядом с ним Сиро замечает молодую девушку, в которой узнаёт учащуюся параллельного класса его же школы — Тосаку Рин. Юноша останавливает мечника, и в благодарность за это Рин решает объяснить ему происходящее. Из её рассказа Сиро узнаёт, что он решением Святого Грааля был избран мастером и теперь должен вместе со своим «слугой» (англ. Servant) класса Сэйбер, которым оказался призванный мечник, принять участие в войне между семью магами за право исполнения любого желания Святым Граалем. Слуги же оказываются материализованными духами героев прошлого, которые удерживаются в этом мире при помощи магической энергии Грааля и призвавшего их мага, чьей целью как мастера также является исполнение собственного желания. Рин советует Сиро отказаться от права участника и ведёт его в церковь к своему опекуну — католическому священнику Котоминэ Кирэю, но тот открывает школьнику истинную причину пожара, погубившего его настоящую семью и всю округу, — последствия предыдущей Войны Святого Грааля, где чаша досталась недостойному магу. Узнав правду, Сиро твёрдо решает принять участие в войне, дабы не повторить трагедию прошлого и навсегда прекратить бессмысленные убийства, но этим же настраивает против себя Тосаку Рин, ставшую тем самым его смертельным врагом.
Во время возвращения из церкви Сиро и Рин подвергаются атаке другой участницы войны — прибывшего из Германии потомственного мага Иллиясфиль фон Айнцберн со своим слугой класса Берсеркер (Berserker с англ. — «Берсерк»), но совместными усилиями Сэйбер и слуга Рин Арчер (Archer с англ. — «Лучник») обеспечивают своим мастерам отход. Во время расставания Рин предупреждает Сиро, что следующая их встреча станет для него последней. Тем не менее через день Сиро решает в одиночку пойти в школу на занятия, где как ни в чём ни бывало встречает Рин, которая решает убить его при первой же возможности. Вечером того же дня она нападает на Сиро. Однако во время битвы они обнаруживают в школе следы другого мастера, из-за чего заключают перемирие до устранения общего врага. Их противником оказывается одноклассник Сиро — Мато Синдзи, однако, выйдя на его след, Сиро и Рин находят убитого неизвестным его слугу Райдер (Rider с англ. — «Всадник»). Несмотря на устранение врага, сотрудничество с Рин продолжается, на сей раз против Кастер (Caster с англ. — «Заклинатель»), высасывающей жизненную энергию из мирных горожан. В это же время выясняется, что Арчер по неизвестной причине питает глубокую личную неприязнь к Эмии Сиро и после одной из словесных перепалок с юношей даже пытался его убить, но был остановлен Сэйбер и получил приказ о ненападении от своего мастера.
Рин и Сиро продолжают тесное сотрудничество и в один из дней по инициативе девушки отправляются в город на прогулку, но, вернувшись в поместье, подвергаются атаке Кастер, которая, взяв в заложники школьную учительницу Сиро, заставляет разорвать контракт Сэйбер со своим мастером. Стремясь вернуть слугу своего союзника, Рин решает без подготовки атаковать Кастер, но терпит неудачу, и на сторону противника добровольно переходит её слуга Арчер, который просит своего нового мастера лишь отпустить побеждённых. В поиске союзников Сиро и Рин отправляются к Иллиясфиль фон Айнцберн, но, достигнув её замка, видят, как неизвестный восьмой слуга Гильгамеш, руководимый Мато Синдзи, вырывает сердце девочки после триумфа над Берсеркером. Возвращаясь обратно в город, Рин получает предложение от копейщика, оказавшегося слугой класса Лансер, помочь ей в битве против Кастер. Объединённая группа совместно наносит ей поражение при помощи повторного предательства Арчера, на этот раз своего нового мастера. Однако выясняется, что единственной целью Арчера в войне является убийство Эмии Сиро, поскольку сам слуга и является Сиро, сумевшим реализовать свои мечты, но раскаявшимся в собственных идеалах. Сиро, проявив большую целеустремлённость, выходит победителем из схватки с Арчером, после чего противостоит Гильгамешу, решившему использовать содержимое Святого Грааля, в который превратил собственного мастера, вставив в него сердце Иллиясфиль. Целью Гильгамеша оказывается уничтожение «лишних людей», то есть большей части текущего населения Земли. Взяв над ним верх, Сиро и Рин уничтожают Святой Грааль, а их слуги исчезают из этого мира.

## История создания

### Концепция и сценарий
Идея создания анимационного фильма на базе сюжетной арки «Unlimited Blade Works» визуального романа Fate/stay night появилась ещё в 2005 году у продюсера Geneon Entertainment Мицутоси Огуры, который в то время занимался организацией производства аниме-сериала по этой же игре. По мнению Огуры, «Unlimited Blade Works» вместе с аркой «Fate», ставшей основой сюжета сериала, являлись наиболее интересными во всём визуальном романе. Этого же взгляда придерживался и режиссёр картины Юдзи Ямагути от Studio Deen, который после ознакомления с первоисточником отметил, что «Unlimited Blade Works» обладает подобно сёнэн-манге большим количеством ярких сцен. Им же было сделано предположение, что фабула и драматическая составляющая этой сюжетной арки могут быть хорошо переданы именно в кинематографическом формате. В итоге проект создания фильма был утверждён сразу же после окончания работы над сериалом, и к нему присоединился ещё один продюсер — Норимицу Урасаки.
В должности режиссёра-постановщика был вновь утверждён Ямагути, который, по его воспоминаниям, согласился на эту работу без каких-либо сомнений, поскольку считал сериал Fate/stay night знаковым в своей карьере. На прочие должности был утверждён весь творческий коллектив, занимавшийся созданием сериала, поскольку Ямагути посчитал, что команда уже полностью знакома с его требованиями как режиссёра. Сценаристом фильма снова стал Такуя Сато, который в то время начинал самостоятельную карьеру режиссёра с работой Seitokai no Ichizon, но не стал отказываться от предложения Ямагути, хотя после окончания съёмок признавал сильную усталость от одновременной работы над двумя проектами. Работа над сценарием фильма стартовала только осенью 2007 года и из-за обоюдной занятости Сато и Ямагути над другими экранизациями была закончена лишь в августе 2008 года.
По словам Сато, наибольшей проблемой стало ограничение по продолжительности картины, в рамки которого ему необходимо было вписаться, из-за чего несколько раз по его просьбе были организованы встречи с продюсерами, которые одобрили увеличение хронометража до 107 минут. Ямагути понимал, что и такая продолжительность фильма чрезвычайно мала в сравнении с сериалом, где схожий объём событий был изложен за 480 минут. Поэтому он решил постараться создать равновесие между повседневными сценами и битвами за счёт увеличения интенсивности и эмоциональности последних, что привело к существенному сокращению пролога, показанного ранее в сериале. Режиссёр вспоминал, что первоначально хотел продемонстрировать много повседневных сцен между сражениями, и они были подготовлены в черновиках Сато, однако в итоговый сценарий большая часть из них так и не вошла. Также на начальном этапе в качестве центрального персонажа рассматривался Арчер, но уже в ходе работы основное внимание было смещено к Эмии Сиро.
Поскольку во время производства сериала между автором оригинала Киноко Насу, являвшемся главным консультантом картины, и Ямагути произошёл конфликт, то при создании анимационного фильма главному сценаристу Type-Moon была отведена роль лишь второстепенного консультанта по общему ходу процесса, а его мнение учитывалось лишь на общих основаниях. От полного исключения Насу из производственной группы нового проекта режиссёр отказался только из-за опасения излишнего отхода от канонов франшизы Fate. Глава же компании Type-Moon — иллюстратор Такаси Такэути — сохранил роль консультанта по дизайну персонажей. Единственное пожелание, которое высказали продюсерам создатели визуального романа, заключалось в том, чтобы в картине сцены сражений не стали доминирующим элементом. Однако Урасаки не одобрил этот подход, поскольку опасался, что аудитория может заскучать во время сеансов, и отдал право окончательно определять направление работы Ямагути.

### Визуальная часть
Вскоре после утверждения сценария фильма персонал Studio Deen подготовил раскадровку, которая была утверждена без каких-то существенных изменений в том же 2008 году. Поскольку бюджет проекта превосходил выделенный ранее для сериала 2006 года, то коллегиально было решено выполнить в новой экранизации более детализованные изображения с применением средств компьютерной графики для создания спецэффектов в боевых сценах. При этом особое внимание уделялось рендерингу, поскольку создатели стремились к тому, чтобы все герои были одинаково хорошо различимы в кадре и не содержали ошибок в положении теней относительно источников света. Сама постановка сражений между мастерами для придания им зрелищности была выполнена Цудзитани под влиянием токусацу Kamen Rider и Metal Hero, в которых режиссёр отслеживал модели движения персонажей.
Также по сравнению с сериалом было решено изменить цветовую гамму изображений, добавив в неё оттенки красного, что, по мнению режиссёра, должно было «добавить фильму зрелищности и взрослой атмосферы». Из-за напряжённой работы со сценарием у Ямагути, по его признанию, не хватило времени для отслеживания точности передачи оригинального дизайна персонажей, и эта часть была полностью отдана на откуп Такаси Такэути и сотруднице студии Мэгуми Исихаре.

### Озвучивание
Должность режиссёра звукозаписи, так же как и в сериале, была отведена Кодзи Цудзитани, который решил довериться опыту предыдущей адаптации Fate/stay night. Все сэйю персонажей, отобранные в 2005 году для сериала, сохранили свои роли и были оповещены перед началом работ по анимационной части. По словам сэйю Арчера Дзюнъити Сувабэ, при этом не раскрывалось, что предстоит экранизация именно сюжетной арки «Unlimited Blade Works», и лишь исполнительнице роли Сэйбер Аяко Кавасуми через продюсеров удалось узнать точную информацию. Сувабэ и его партнёрша Кана Уэда, озвучившая Тосаку Рин, отметили, что хотели поучаствовать именно в экранизации «Unlimited Blade Works», где их персонажи являются главными героями, и были рады полученному приглашению.
Актёры вспоминали, что были удивлены обилием диалогов в относительно небольшом фильме — суммарно весь сценарий с описанием сцен занимал около тысячи страниц. Само озвучивание происходило в течение четырёх дней осенью 2009 года и длилось в непрерывном режиме с утра до позднего вечера, из-за чего, по словам Уэды, в последние дни уставшие сэйю допускали большое количество ошибок. Однако, по мнению Сувабэ, весь актёрский состав довольно легко справился со своей работой, поскольку в течение трёх лет с момента выпуска сериала они практически непрерывно участвовали в озвучивании визуального романа и других игр франшизы Fate/stay night. Также сэйю отмечали, что этот опыт, полученный через ознакомление с материалом первоисточника, дал им более полное представление о своих персонажах, которое они пытались отразить в этом фильме. Тем не менее Цудзитани остался недоволен собственной работой, поскольку, как ему казалось, он не смог запросить чего-то принципиально нового от актёров озвучивания, и всерьёз задумывался о полной перезаписи голосовой дорожки. Однако, прослушав финальную версию, Ямагути отклонил это предложение режиссёра звукозаписи и посчитал, что игра сэйю превзошла его первоначальные ожидания.

### Музыкальное сопровождение

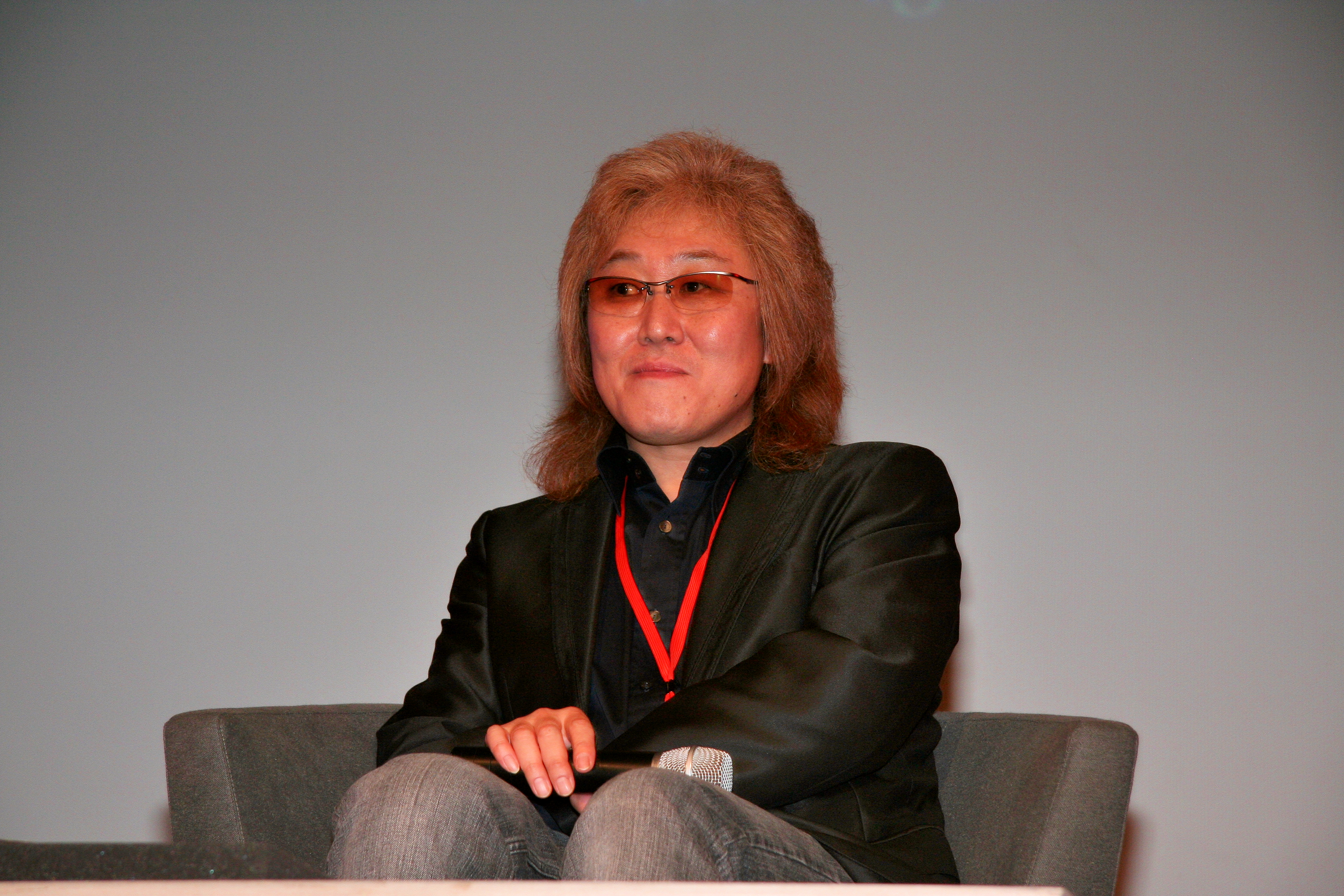
Композитор картины Кэндзи Каваи

Композитором музыки к фильму вновь был назначен Кэндзи Каваи, который заново написал весь саундтрек, не оставив ничего из того, что ранее входило в телесериал. Единственным исключением из этого числа стала композиция «Emiya», которая присутствовала ещё в первоисточнике, и по требованию продюсеров для неё была сделана новая аранжировка. По сравнению с сериалом композитор решил увеличить количество треков с участием хора, которые были исполнены Токийским симфоническим оркестром, а также применял больше цифровой обработки звуков.
Композиции создавались по уже готовому визуальному ряду, поскольку Каваи отмечал собственное неумение работать с раскадровкой без ощущения чётких временных рамок мелодий. Порядок использования композиций совместно утверждался Цудзитани и Ямагути, но мнение композитора также принималось постановщиком во внимание, причём ряд ключевых решений по выбору треков были сделаны Каваи в паре с Цудзитани. Так, режиссёр звукозаписи решил накладывать лейтмотивы персонажей-слуг на основную мелодию композиции сцены, чтобы в нужные моменты подчёркивать отсылки к предыстории этих героев.
На создание всего музыкального сопровождения фильма ушёл один месяц, причём непосредственно на написание всех 27 треков Каваи потратил всего одну неделю, а остальное время ушло на согласование, доводку и запись, для которой использовалась система Dolby Digital. Наиболее трудными, по признанию Каваи, стали композиции для сцен, в которых диалоги персонажей накладывались на сражения между ними (как в случае битвы между Сэйбер и Асассином (слугой, связанным контрактом с Кастер)), поскольку композитору приходилось точно подбирать ритм, чтобы не разрушить атмосферу действа. Каваи подчёркивал, что для него главным было максимально точно попадать в темп происходящего, чтобы у зрителя не возникало ощущение, что он слушает музыку, а не смотрит фильм. Тем не менее итоговый результат своей работы над этой картиной Каваи оценил как «труд ремесленника, а не художника».

## Выпуск
Картина была анонсирована 6 августа 2009 года в сентябрьском выпуске журнала Newtype, в тот же момент был запущен тизерный сайт проекта, где указывалось, что работа будет являться экранизацией сюжетной арки «Unlimited Blade Works» и запланирована к выходу 23 января 2010 года. 14 декабря 2009 года Studio Deen был выпущен пятидесятисекундный трейлер, в котором раскрывалось, что сэйю телесериала сохранили свои роли; 8 января 2010 года был выпущен второй трейлер. За сутки до начала сеансов в продажу на DVD и Blu-ray Disc была выпущена специальная OVA Fate/stay night TV reproduction, содержавшая сокращённую версию телесериала Fate/stay night, в расчёте на высокий спрос у зрителей готовящейся к выходу картины.
Премьера фильма состоялась в назначенный срок в кинотеатре сети Cinema Sunshine, расположенном в токийском районе Икэбукуро, где перед началом сеанса прошла встреча зрителей с исполнителями главных ролей. Фильм демонстрировался всего на двенадцати площадках по всей стране, но за первые пять дней показа его сумело посмотреть более 24 тысяч зрителей, что принесло создателям около 37 млн иен. Однако кассовые сборы картины уже в тот момент уступали стартовавшему в тот же период «Исчезновению Харухи Судзумии», доход которого за неделю превысил сто миллионов. Во время демонстрации фильма в кинотеатрах в феврале 2010 года он входил в число двадцати наиболее популярных аниме по версии журнала Newtype, занимая 14-ю строчку рейтинга. По версии издания в этот же период Сэйбер также входила в число десяти наиболее популярных женских персонажей аниме, располагаясь на восьмой позиции чарта, обойдя Фейт Тестароссу и Рей Аянами из Magical Girl Lyrical Nanoha и «Евангелион 2.22: Ты (не) пройдёшь» соответственно. Прокат фильма продолжался вплоть до середины марта, в течение которого сеансы посетило более 139 тысяч человек, а общие кассовые сборы составили 280 млн иен, что стало 21-м результатом среди всех анимационных фильмов 2010 года.
За пределами Японии фильм был приобретён к прокату на территории Китайской Республики местным дистрибьютором Proware Multimedia International. Прокат на Тайване стартовал 17 декабря 2010 года в Тайбэе, Тайчжуне и Гаосюне, где проходил в девяти кинотеатрах до 23 декабря. Общий сбор от сеансов составил чуть больше 172 тысяч новых тайваньских долларов.
30 сентября 2010 года запись фильма была выпущена на Blu-ray Disc и DVD-носителях компанией Geneon Universal Entertainment, к которым в качестве приложения предлагались коллекция иллюстраций, артбук о производстве картины и прочая сувенирная продукция. Оба издания в первую неделю октября возглавили рейтинги наиболее продаваемой аналогичной аниме-продукции и удерживались в пятёрке лучших в течение ещё трёх недель. Для издания на носителях Fate/stay night: Unlimited Blade Works был лицензирован различными компаниями по всему миру: в Северной Америке права были приобретены Sentai Filmworks, в Великобритании — Manga Entertainment, во Франции — Kazé, в Германии — Animaze Germany, в Австралии и Новой Зеландии — Madman Entertainment. 21 сентября 2016 года фильм в переводе на английский язык был загружен для реализации в сервис цифровой дистрибуции Steam.

## Песни и радиопостановка

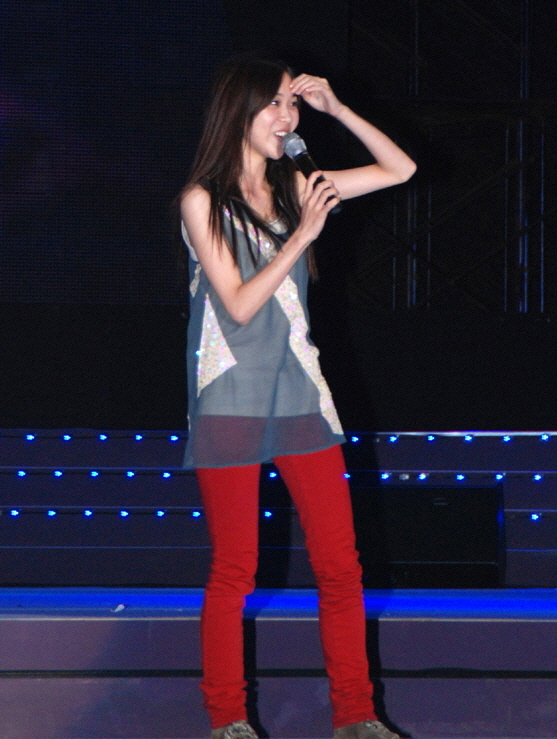
Сати Тайнака, исполнившая все тематические песни к фильму

К самому фильму было решено сделать открывающую и закрывающую песни, исполнение и сочинение текстов к которым, как и в сериале, доверили певице Сати Тайнаке. Для создания текстов Тайнака специально ознакомилась со всеми существовавшими на тот момент произведениями франшизы Fate и стремилась в песнях показать связь запомнившихся ей идей первоисточника с реальным миром, из-за чего, по словам певицы, работа для этого фильма стала самой трудоёмкой в её карьере. В результате было создано две песни «Imitation» и «Voice ~Tadoritsuku Basho~». В первой из них Тайнака пыталась отразить чувства главной героини о необходимости иметь близкого человека, а во второй подчеркнуть эмоциональность всей сюжетной арки. Продюсеры также просили Каваи написать музыку для третьей песни, которую планировалось включить во время финальной битвы между Эмией Сиро и Гильгамешем, но композитор отказался, заявив, что «не может написать три подряд песни об одном и том же». В итоге в этой сцене второй раз за фильм была использована композиция «Emiya».
Кроме двух основных песен, Тайнакой совместно с Каваи и композитором оригинальной игры KATE были подготовлены сингл «disillusion 2010» и альбом кавер-версий Mariage -tribute to Fate-. Каваи решил в «disillusion 2010» пойти на нехарактерный для аниме-песен ход
и использовать гобой в сочетании с электрогитарой и скрипкой, поскольку хотел подчеркнуть независимость этой версии песни от созданной KATE для визуального романа и своей работы для сериала 2006 года. Выбор этих музыкальных инструментов был сделан композитором после специально организованного прослушивания и беседы с Цудзитани и Ямагути о характере работы. Песни синглов «disillusion 2010» и «Voice ~Tadoritsuku Basho~» были впервые исполнены Тайнакой на публике 26 января 2010 года в токийском районе Синдзюку на мероприятии, приуроченном к выпуску фильма, и вошли в DVD и Blu-ray Disc издания OVA Fate/stay night TV reproduction. Наивысшими позициями песен в чарте Oricon стали тридцатое и двадцатое места соответственно, полученные ими в первую неделю февраля 2010 года.
В альбоме Mariage -tribute to Fate-, поскольку композиции предназначались для индивидуального прослушивания, а не наложения на визуальный ряд, его создатели сосредоточились на качестве аранжировки. Это шло вразрез с первоначальной договорённостью между Type-Moon и певицей, по которой она должна была исполнить оригинальные песни визуального романа, но окончательно было решено выпустить их именно в обработанном виде. Также в этот альбом была добавлена принципиально новая песня «Alive», состоявшая из лейтмотивов других песен, написанных для франшизы Fate. Композитор KATE на сей раз выступал в качестве автора текста песен, из-за чего Тайнака, привыкшая работать на основе своей лирики, испытывала некоторые трудности. Певица признавалась, что ей пришлось перепробовать множество подходов к исполнению песен, отличавшихся друг от друга эмоциональными акцентами, и наиболее удачные из них вошли в итоговый альбом. В Mariage -tribute to Fate- вошло десять композиций, которые были изданы 23 декабря 2009 года. В январе 2010 года альбом был представлен в чарте Oricon — его наивысшей позицией стало 61-е место, полученное 4 января.
В преддверии выхода анимационного фильма Fate/stay night: Unlimited Blade Works была запущена интернет-радиопостановка Fate/stay tune Unlimited Radio Works с сэйю Каной Уэдой (Тосака Рин), Дзюнъити Сувабэ (Арчер) и Аяко Кавасуми (Сэйбер). Вещание производилось по одному выпуску в неделю на площадке Animate.tv в период с 16 октября 2009 по 16 апреля 2010 года. Всего в эфир вышло 26 выпусков, которые позже, в мае и июне 2010 года, были изданы на двух компакт-дисках, занявших в чарте Oricon 196-е и 127-е места соответственно.
28 апреля 2010 года издательством NBCUniversal на территории Японии был издан альбом Gekijouban Fate/stay night: Unlimited Blade Works Original Sound Track, содержавший в себе 23 вошедшие в фильм музыкальные композиции, а также песню «Voice ~Tadoritsuku Basho~». 10 мая 2010 года он на одну неделю появился в чарте Oricon, где занимал 65-е место.
| №                   | Название                                                                             | Автор(ы)                   | Длительность |
| ------------------- | ------------------------------------------------------------------------------------ | -------------------------- | ------------ |
| 1.                  | «prologue»                                                                           | Кэндзи Каваи               | 0:50         |
| 2.                  | «Unmei no Yoru -UNLIMITED BLADE WORKS-» (運命の夜 -UNLIMITED BLADE WORKS-)           | Кэндзи Каваи               | 3:23         |
| 3.                  | «Mouka Houkou» (猛火咆哮)                                                            | Кэндзи Каваи               | 3:15         |
| 4.                  | «Semarikuru Yami» (迫り来る闇)                                                       | Кэндзи Каваи               | 2:51         |
| 5.                  | «Setsumei Kibou!» (説明希望!)                                                        | Кэндзи Каваи               | 1:36         |
| 6.                  | «Senketsu Shinden» (鮮血神殿)                                                        | Кэндзи Каваи               | 1:59         |
| 7.                  | «Majo no Sasoi» (魔女の誘い)                                                         | Кэндзи Каваи               | 3:55         |
| 8.                  | «Soukoku Suru Tamashii» (相克する魂)                                                 | Кэндзи Каваи               | 1:57         |
| 9.                  | «Uragiri no Kaidou» (裏切りの会堂)                                                   | Кэндзи Каваи               | 0:46         |
| 10.                 | «Kaeru Beki Basho» (帰るべき場所)                                                    | Кэндзи Каваи               | 2:37         |
| 11.                 | «sacrifice»                                                                          | Кэндзи Каваи               | 2:43         |
| 12.                 | «Kizamareta Omoi» (刻まれた想い)                                                     | Кэндзи Каваи               | 1:26         |
| 13.                 | «Eien no Kaikou» (永遠の邂逅)                                                        | Кэндзи Каваи               | 1:39         |
| 14.                 | «counterattack»                                                                      | Кэндзи Каваи               | 3:15         |
| 15.                 | «Tenbin no Mamorite» (天秤の守り手)                                                  | Кэндзи Каваи               | 3:16         |
| 16.                 | «Risou no Hate» (理想の果て)                                                         | Кэндзи Каваи               | 1:28         |
| 17.                 | «Hametsu no Senritsu» (破滅の旋律)                                                   | Кэндзи Каваи               | 1:15         |
| 18.                 | «EMIYA -Kenji Kawai ver.2-» (エミヤ -Kenji Kawai ver.2-)                             | Кэндзи Каваи, James Harris | 2:40         |
| 19.                 | «Futari no Kodou» (二人の鼓動)                                                       | Кэндзи Каваи               | 1:11         |
| 20.                 | «Kessen» (決戦)                                                                      | Кэндзи Каваи               | 4:09         |
| 21.                 | «Musubareru Sekai» (結ばれる世界)                                                    | Кэндзи Каваи               | 4:47         |
| 22.                 | «eternity -last episode-»                                                            | Кэндзи Каваи               | 2:39         |
| 23.                 | «Voice ~Tadoritsuku Basho~ (movie version)» (Voice 〜辿りつく場所〜 (movie version)) | Сати Тайнака               | 3:03         |
| Общая длительность: | Общая длительность:                                                                  | Общая длительность:        | 56:41        |

## Критика

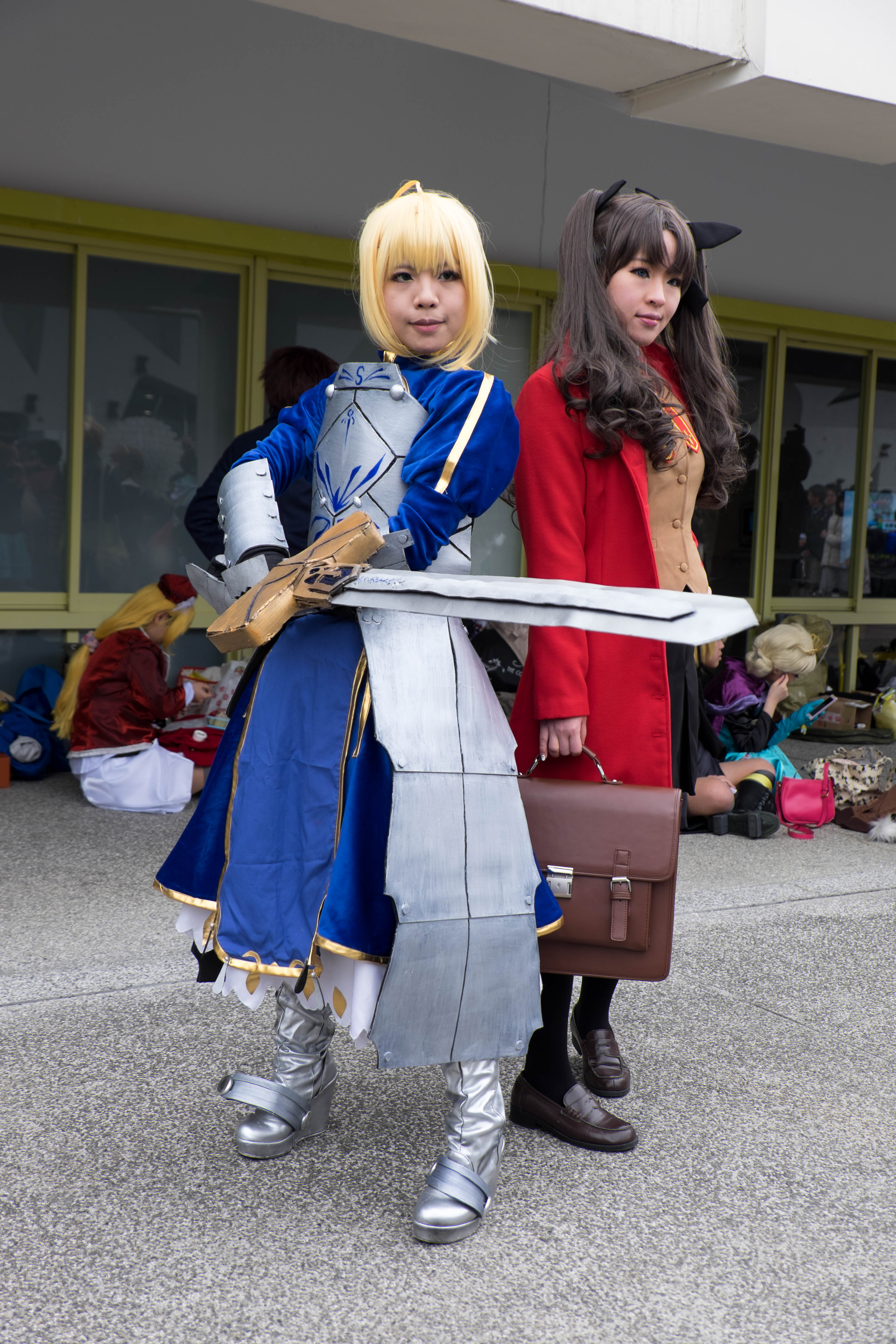
Косплей Сэйбер (слева) и Тосаки Рин (справа)

Восприятие картины критиками оказалось сдержанным. Главной претензией к фильму стала его относительно малая продолжительность, что сильно отразилось на развитии характеров персонажей, поскольку относительно сериала общее экранное время было сокращено на 80 %, как отмечал обозреватель портала Anime News Network Терон Мартин. Сильно на этот аспект, по мнению рецензентов, повлияло уменьшение экспозиции, которая и вовсе была урезана до трёх минут, а первые 25 минут картины повторяли сюжет целых одиннадцати серий телесериала. Различными критиками подчёркивалось, что и дальнейшее развитие истории происходило крайне поспешно с прыжками по сценарию от одного места действия к другому без каких-либо объяснений и с потерей причинно-следственных связей, что напоминало резкую смену видеоклипов. По мнению Джона Роуза из The Fandom Post, темп повествования «балансировал на тонкой грани с полным непониманием», раздражал и не давал погрузиться в атмосферу произведения, причём в течение кульминационных сцен обозреватель посчитал, что создатели подспудно признавали этот факт и потому отводили существенно большее время демонстрации сражений. Часть рецензентов и вовсе отмечало, что к финалу картины зрительское непонимание накапливалось и складывалось ощущение, что в истории пропущены целые главы. По этой причине критики в большинстве своём не рекомендовали фильм к просмотру для зрителей, незнакомых с первоисточником или телесериалом, и отказали картине в праве рассматриваться как целиком самостоятельная работа в отрыве от франшизы. Росс Ливерсидж в рецензии для UK Anime Network пошёл ещё дальше и ограничил целевую аудиторию только фанатами красочных боевых сцен, поскольку посчитал повествование «полностью поломанным». Однако Терон Мартин и Крис Беверидж из The Fandom Post всё же посчитали, что новичку хоть и с трудом, но всё же удастся понять суть происходящего.
Другие аспекты сюжета работы заслужили более позитивные отзывы. Терон Мартин отмечал, что по сравнению с сериалом в Fate/stay night: Unlimited Blade Works нет даже намёков на соответствие жанру гарем, однако существенно пострадало раскрытие романтической линии между Сиро и Тосакой Рин. Крис Хоумер из The Fandom Post в этой связи отмечал, что Сиро в телесериале являлся одним из самых непопулярных персонажей из-за «безрассудного поведения на грани сексизма», и хотя в фильме он всё ещё пытается остаться чистым и действовать только гуманно, но благодаря Рин оказывается способен учиться на своих слабостях и сохранять свою «идеологию героя», даже давая при этом уроки Арчеру. Также Хоумер подчеркнул, что считает именно Арчера лучшим персонажем во всей франшизе Fate, и называл его «главной звездой картины», а его противостояние в этом фильме с Сиро показанным удачно и очень динамично. Терон Мартин также выделял в качестве главной темы экранизации идеализм Сиро и посчитал интересными параллели между Арчером и главным героем Fate/Zero Эмией Кирицугу с идеей, «как стать героем и при этом не оказаться циником». Однако рецензенты The Fandom Post отмечали, что иное раскрытие характеров персонажей могло как привлечь, так и оттолкнуть поклонников телесериала, но положительно встретили концовку фильма и высказывали пожелание, что хотели бы увидеть всю эту историю без сценарных купюр.
По сравнению с сериалом было отмечено существенное улучшение визуальной части работы, и подчёркивалось, что картина соответствует кинематографическому формату, который традиционно превосходит по качеству телевизионный. Высокие оценки всеми критиками были даны сценам сражений между слугами, наиболее зрелищной из них признали битву между Сэйбер и Берсеркером. Крис Беверидж, однако, подчёркивал, что хотя на фоне телесериала 2006 года фильм и смотрелся выигрышно, но визуально уступал выпущенной в 2011 году экранизации студии ufotable по Fate/Zero. Терон Мартин объяснял это тем, что мультипликаторами были применены типичные для телевизионного формата ходы, такие как нечёткая прорисовка персонажей, обилие дальних планов и слабая плавность анимации ряда сцен. По этой причине Мартин назвал эту картину по визуальной проработке «скорее сериалом высокого класса, нежели фильмом». Росс Ливерсидж положительно отозвался о цветовой гамме фильма. Оригинальный дизайн персонажей Type-Moon получил также высокие оценки, но отмечалось что при его передаче в фильме имеют место несколько блочные, словно компьютерные, модели персонажей. Джон Роуз негативно отнёсся к замене изображения в картине интимной сцены на «неуместные неоновые вставки», которые также выбивали зрителя из потока истории, хотя были сделаны из-за опасений о возрастном цензе работы. Также критики сочли достаточно удачной работу Кэндзи Каваи над музыкальным сопровождением.
Крис Беверидж отмечал, что сам по себе Fate/stay night: Unlimited Blade Works достаточно неплох, но в сравнении с экранизацией Fate/Zero значительно хуже остался в памяти зрителей и смотрелся «просто нелепо». Эта работа стала последним совместным проектом Studio Deen и руководства Type-Moon, которое всего лишь два года спустя после выхода фильма доверило переснять адаптацию сюжетной арки «Unlimited Blade Works» в телевизионном формате студии ufotable, ранее преуспевшей с Fate/Zero и Kara no Kyoukai.